# Daniel William Kucera
Daniel William Kucera OSB (* 7. Mai 1923 in Chicago, Illinois; † 30. Mai 2017 in Dubuque, Iowa) war ein US-amerikanischer Ordensgeistlicher, Theologe und römisch-katholischer Erzbischof von Dubuque.

## Leben
Daniel William Kucera, Sohn aus der Ehe von Joseph und Lillian (Petrzelka) Kucera, trat der Ordensgemeinschaft der Benediktiner in der Abtei St. Procopius in Lisle (Illinois) bei, legte am 16. Juni 1944 die ewige Profess ab und empfing nach seiner philosophischen und theologischen Ausbildung am St. Procopius College am 26. Mai 1949 die Priesterweihe. Er wurde an der Katholischen Universität von Amerika zum Dr. theol. promoviert und lehrte am St. Procopius College, der heutigen Benedictine University in Chicago. Kucera war Präsident der Hochschule von 1959 bis 1965 und 1971 bis 1976. Seit 1964 war er Abt der St. Procopius Abbey.
Papst Paul VI. ernannte ihn am 6. Juni 1977 zum Titularbischof von Natchesium und Weihbischof in Joliet in Illinois. Der Bischof von Joliet in Illinois Romeo Roy Blanchette weihte ihn am 21. Juli desselben Jahres zum Bischof; Mitkonsekratoren waren Andrew Gregory Grutka, Bischof von Gary, und Raymond James Vonesh, Weihbischof in Joliet in Illinois.
Am 5. März 1980 wurde er durch Papst Johannes Paul II. zum Bischof von Salina ernannt und am 7. Mai desselben Jahres ins Amt eingeführt. Am 20. Dezember 1983 wurde er zum Erzbischof von Dubuque ernannt und am 23. Februar des nächsten Jahres ins Amt eingeführt. Am 13. Januar 1998 nahm Johannes Paul II. sein altersbedingtes Rücktrittsgesuch an.
Kucera war in verschiedensten Kommissionen der Bischofskonferenz der Vereinigten Staaten tätig und hatte die Leitung Finanzen inne von 1987 bis 1990 und 1992 bis 1993.
Daniel W. Kucera engagierte sich für zahlreiche Sozialprojekte im Heiligen Land. Er war Großoffizier des Ritterordens vom Heiligen Grab zu Jerusalem und von 1992 bis 1996 Großprior der Statthalterei USA Northern des Ritterordens vom Heiligen Grab zu Jerusalem.